# Cuerpo euclídeo
En álgebra, un cuerpo euclídeo es un cuerpo ordenado {\displaystyle K} para el cual todo elemento no negativo es un cuadrado: es decir, {\displaystyle x\geq 0} perteneciente a {\displaystyle K} implica que {\displaystyle x=y^{2}} para algún {\displaystyle y\in K}.
Los números construibles con regla y compás forman un cuerpo euclídeo. Es el cuerpo euclídeo más pequeño, ya que cada cuerpo euclídeo lo contiene como un subcuerpo ordenado. En otras palabras, los números construibles forman el clausura euclidiana de los números racionales.

## Propiedades
- Todo cuerpo euclídeo es un cuerpo pitagórico ordenado, pero el contrarecíproco no es cierto.[1]
- Si E/F es una extensión finita extensión, y E es euclidiana, entonces también lo es F.  Este "teorema de bajada" es una consecuencia del teorema de Diller-Dress.[2]

## Ejemplos
- Los números reales construibles, aquellas longitudes (con signo) que pueden ser construidas a partir de un segmento racional por construcciones de regla y compás, forman un cuerpo euclídeo.[3]

Cada cuerpo cerrado real es un cuerpo euclídeo. Los siguientes ejemplos también son cuerpos cerrados reales.
- El número reals {\displaystyle \mathbb {R} } con las operaciones habituales y el orden forman un cuerpo euclídeo.
- El subcuerpo real de los números algebraicoss {\displaystyle \mathbb {R} \cap \mathbb {\overline {Q}} } es un cuerpo euclídeo.
- El cuerpo de números hiperreales es un cuerpo euclídeo.

## Contraejemplos
- El número racionals {\displaystyle \mathbb {Q} } con las operaciones y el orden habituales no forman un cuerpo euclídeo. Por ejemplo, 2 no es un cuadrado en {\displaystyle \mathbb {Q} } ya que la raíz cuadrada de 2 es irracional.[4] Por el resultado descendente anterior, ningún cuerpo de número algebraico puede ser euclídeo.[2]
- Los números complejoss {\displaystyle \mathbb {C} } no forman un cuerpo euclídeo ya que no se les puede dar la estructura de un cuerpo ordenado.

## Clausura euclidiana
La clausura euclidiana de un cuerpo ordenado {\displaystyle K} es una extensión de {\displaystyle K} en la clausura cuadrática de {\displaystyle K} que es máxima respecto a ser un cuerpo ordenado con un orden que extiende el orden de {\displaystyle K}. También es el subcuerpo más pequeño de la clausura algebraica de {\displaystyle K} que es un cuerpo euclídeo y es un extensión ordenado de {\displaystyle K}.